# Myrmeciza nigricauda
Myrmeciza nigricauda е вид птица от семейство Thamnophilidae.

## Разпространение
Видът е разпространен в Еквадор и Колумбия.